# IBU Cup 2024-2025
L'IBU Cup 2024-2025 è stata la ventisettesima edizione del circuito internazionale di secondo livello proposto dall'IBU; il primo livello è costituito dalla Coppa del mondo di biathlon 2025.
La stagione è iniziata il 26 novembre 2024 a Idre Fjaell ed è terminata il 9 marzo 2025 a Otepaa. I campionati europei di Val Martello sono stati la sesta tappa del circuito.

## Calendario
| Data                                | Località     | Nazione    | Spec. | Primo | Secondo | Terzo |
| ----------------------------------- | ------------ | ---------- | ----- | ----- | ------- | ----- |
| 26 novembre - 1º dicembre 2024      | Idre Fjaell  | Svezia     |       |       |         |       |
| 3-8 dicembre 2024                   | Sjusjoen     | Norvegia   |       |       |         |       |
| 17-21 dicembre 2024                 | Obertilliach | Austria    |       |       |         |       |
| 7-12 gennaio 2025                   | Arber        | Germania   |       |       |         |       |
| 14-19 gennaio 2025                  | Orsblie      | Slovacchia |       |       |         |       |
| Campionati europei di biathlon 2025 |              |            |       |       |         |       |
| 28 gennaio-2 febbraio 2025          | Val Martello | Italia     |       |       |         |       |
| 4-9 febbraio 2025                   | Val Ridanna  | Italia     |       |       |         |       |
| 25 febbraio-2 marzo 2025            | Otepaa       | Estonia    |       |       |         |       |
| 4-9 marzo 2025                      | Otepaa       | Estonia    |       |       |         |       |